# غلوريا مانون
غلوريا مانون (بالإنجليزية: Gloria Manon)‏ هي ممثلة أمريكية، ولدت في 28 ديسمبر 1939 في ديترويت في الولايات المتحدة، وتوفيت في 12 نوفمبر 2018.

## وصلات خارجية
- غلوريا مانون على موقع IMDb (الإنجليزية)
- غلوريا مانون على موقع قاعدة بيانات الفيلم (الإنجليزية)